# Contea di Dungog
La contea di Dungog è una Local Government Area che si trova nel Nuovo Galles del Sud. Essa si estende su una superficie di 2.251 chilometri quadrati e ha una popolazione di 8.673 abitanti. La sede del consiglio si trova a Dungog.